# جي. دبليو. يونغ
جي. دبليو. يونغ (بالإنجليزية: G. W. Young)‏ هو منافس ألعاب قوى بريطاني، ولد في 1937.

## وصلات خارجية
- جي. دبليو. يونغ على موقع اللجنة الأولمبية الدولية (الإنجليزية)
- جي. دبليو. يونغ على موقع أوليمبيديا (الإنجليزية)